# Botnfjorden (Steigen)
 For alternative betydninger, se Botnfjorden. (Se også artikler, som begynder med Botnfjorden)
Botnfjorden er en fjordarm af Leinesfjorden i Steigen kommune i Nordland fylke i Norge. Fjorden har indløb mellem Sommarodden i nord og gården Øvre Venes i syd og går seks kilometer i østlig retning til Marhaugelvens udløb i Botn. Fra Botn er der godt to kilometer mod øst til Norfold og fjorden Nordfolda.
De tre bebyggelser Sommernes, Botn og Åsjorda ligger ved Botnfjorden.
Fylkesvej 633 går langs sydsiden og fylkesvej 835 langs nordsiden.